# Luftstreitkräfte Bruneis
Die Luftstreitkräfte Bruneis (englisch Royal Brunei Air Force, malaiisch Tentera Udara Diraja Brunei) sind die Luftwaffe des Sultanats Brunei.

## Geschichte
Die Luftstreitkräfte wurden 1965 als Luftverkehrssektion des Royal Brunei Malay Regiments gegründet. Auftrag zu Beginn war es, mit zwei Sikorsky S-55 Transporthubschraubern, die von Piloten der Worldwide Helicopter Company betrieben wurden, Ärzte in den ländlichen Raum zu fliegen. Im Jahre 1966 wurden die Aufgaben von Piloten der britischen Royal Air Force mit drei Westland-Whirlwind-Hubschraubern übernommen.
Im Jahr 1967 wurde die Einheit in Helicopter Platoon umbenannt und erhielt fünf Bell 206-Jet-Ranger-Hubschrauber. Eine Lufttechnische Trainingsschule wurde 1980 gegründet. 1981 wurde die Zweite Staffel gegründet und mit sechs Bölkow Bo 105 Hubschraubern ausgestattet. Die Dritte Staffel wurde 1982 gegründet und mit SIAI-Marchetti SF.260s ausgestattet. Als Brunei 1984 die Verantwortung für die eigene Landesverteidigung vom Vereinigten Königreich übernahm, wurde die Luftverkehrssektion erweitert. Am 1. Oktober 1991 wurde diese Sektion mit Zustimmung des Sultans Hassanal Bolkiah offiziell in Royal Brunei Air Force umbenannt.
Die Vierte Staffel wurde 1997 gegründet und mit Blackhawk S-70A-Hubschraubern ausgestattet. Die Fünfte Staffel wurde ebenfalls 1997 aufgestellt und mit einem CN-235-Flugzeug und der Basisverteidigungsstaffel ausgestattet. Im selben Jahr erhielt die Dritte Staffel das Pilatus-PC-7-Mark-II-Trainingsflugzeug. Die 38. Staffel wurde 1999 gegründet und ist mit der Flugabwehrrakete Mistral ausgestattet.
2015 übertrug die Royal Brunei Air Force vier ihrer S-70A Black Hawk Hubschrauber an die Malaysischen Luftstreitkräfte.
Seit dem 15. August 2018 ist Brigadegeneral Dato Seri Pahlawan Haji Hamzah bin Haji Sahat der Kommandant der Luftstreitkräfte Bruneis.

## Organisation
Die Luftstreitkräfte bestehen aus fünf Flügeln:
1. Operation Wing – der Operationsflügel
2. Air Regiment – das Flugregiment
3. Logistics Wing – der Logistikflügel
4. Training Wing – der Schulungsflügel
5. Administration Wing – der Verwaltungsflügel

### Operation Wing
Der Operationsflügel besteht aus vier fliegenden Staffeln und zwei zusätzlichen Einheiten:
- Die erste Staffel mit den Hubschraubern Bell 212 und Bell 214ST ausgestattet. Ihre Hauptaufgaben sind der Truppentransporte, Evakuierung von Verletzten, medizinische Evakuierung, Brandbekämpfung, VVIP-Transport (Very Very Important Person) und SAR-Aufgaben.[4]
- Die zweite Staffel ist mit Bölkow Bo 105 Hubschraubern ausgestattet. Ihre Hauptaufgaben sind der Transport von Ärzten, Aufklärung, Überwachung, Luftnahunterstützung, VVIP-Transport sowie Such- und Ortungsdienste.
- Die dritte Staffel ist mit Blackhawk S-70A Hubschraubern ausgestattet.  Ihre Hauptaufgaben sind Spezialkräfteeinsätze sowie die Aufgaben der ersten Staffel: Truppentransporte, Evakuierung von Verletzten, medizinische Evakuierung, Brandbekämpfung, VVIP-Transport und SAR-Aufgaben.[4]
- Die vierte Staffel ist mit einem CN-235-Flugzeug ausgestattet. Ihre Hauptaufgaben sind Truppentransporte, Überwachung, Suche und Lokalisierung.
- Die Parachute Airborne Tactical Delivery Unit (PATDU) ist ein Fallschirmjäger Einheit.[4]
- Eine Feuerwehreinheit sorgt in Notfällen für die Löschung von Flugzeugen.[4]

### Air Regiment
Das Flugregiment besteht aus drei Staffeln sowie einer Technischen Schule. Zu ihm gehören die 33te Staffel, die 38te Staffel und die Basisverteidigungsstaffel.

### Logistics Wing
Der Logistikflügel besteht aus drei Einheiten, nämlich der Ingenieursstaffel, der Versorgungsstaffel und der Abteilung für die Wartung der technischen Ausrüstung.

### Training Wing
Der Trainingsflügel besteht aus der dritten Staffel, die auch als Flying Training School (FTS), der Air Technical Training School (ATTS) und der Standard and Evaluation Squadron (STANEVAL) bekannt ist.
Die dritte Staffel ist mit Bell 206 Jet Ranger Hubschraubern und Pilatus PC-7 Mk 2 Flugzeugen ausgestattet.

### Administration Wing
Der Verwaltungsflügel besteht aus der Abteilung für körperliche Ertüchtigung, dem Lohnbüro, der Regimentspolizei, dem Militärtransport und dem Zivilamt.

## Ausrüstung

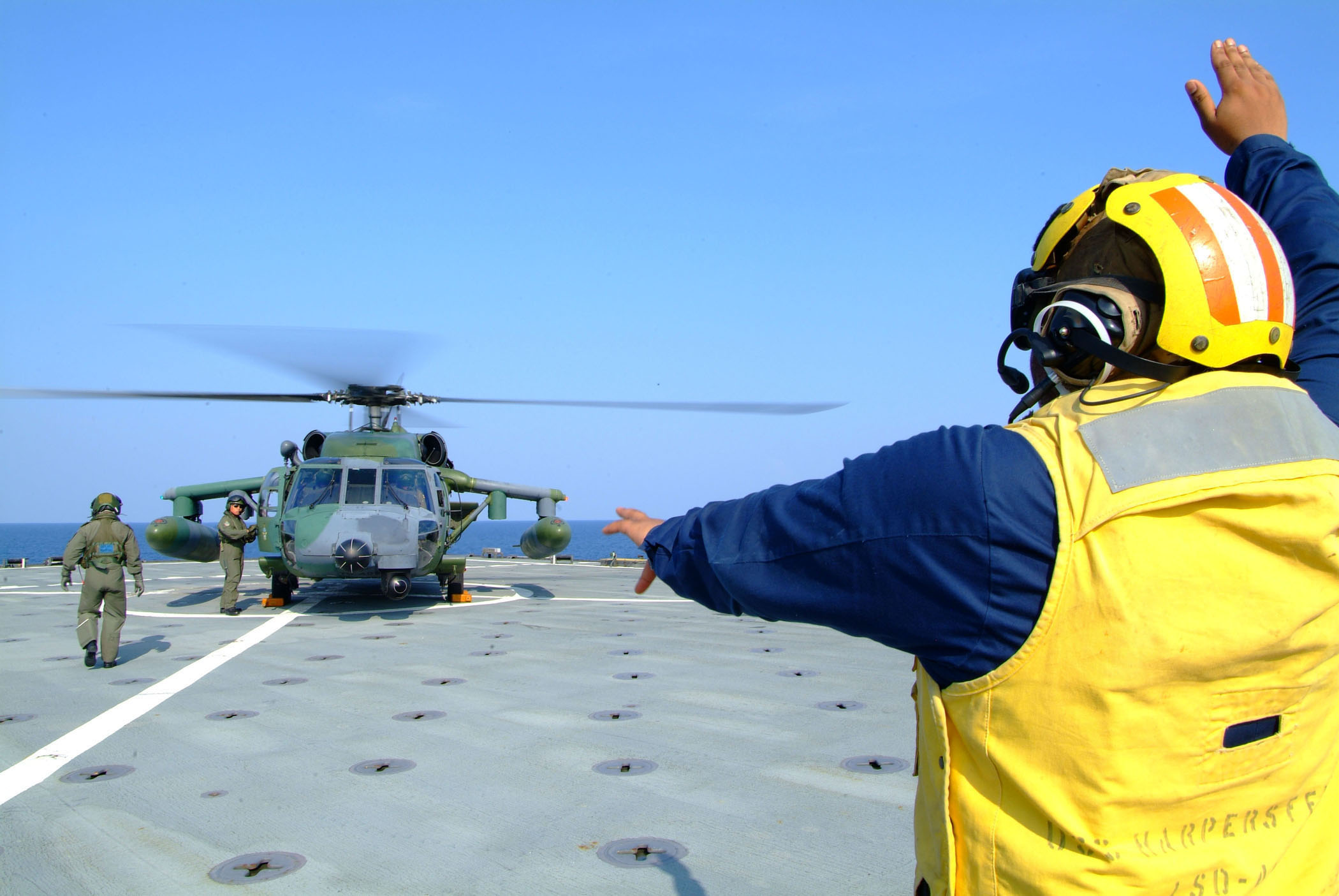
Ein Blackhawk-Hubschrauber der Luftstreitkräfte Bruneis sitzt auf dem Deck des amphibischen Docklandungsschiffes USS Harpers Ferry (LSD 49)

Die Luftstreitkräfte Bruneis verfügen über folgende Flugzeug- und Hubschraubertypen (Stand Ende 2020):
| Luftfahrzeuge           | Herkunft           | Verwendung                     | Version    | Aktiv     | Bestellt  | Anmerkungen |
| Flugzeuge               | Flugzeuge          | Flugzeuge                      | Flugzeuge  | Flugzeuge | Flugzeuge | Flugzeuge   |
| ----------------------- | ------------------ | ------------------------------ | ---------- | --------- | --------- | ----------- |
| CASA CN-235             | Indonesien         | Transportflugzeug/Seeaufklärer | CN-235 MPA | 1         |           |             |
| Pilatus PC-7            | Schweiz            | Schulflugzeug                  | MkII       | 4         |           |             |
| Hubschrauber            |                    |                                |            |           |           |             |
| Bell 206                | Vereinigte Staaten | Schulungshubschrauber          |            | 3         |           |             |
| Bell 214                | Vereinigte Staaten | Mehrzweckhubschrauber          |            | 1         |           |             |
| Bölkow Bo 105           | Deutschland        | Verbindungshubschrauber        |            | 6         |           |             |
| Sikorsky S-70 Blackhawk | Vereinigte Staaten | Transporthubschrauber          | S-70i      | 12        |           |             |